# Umbriel (mjesec)
Umbriel (također Uran II) je prirodni satelit Urana. Kruži oko Urana na udaljenosti oko 265 980 km. Polumjer Umbriela iznosi 584.7 km, a masa 1.27 × 1021 kg. Umbriel je vrlo sličan Oberonu, iako je manji.
Otkrio ga je William Lassell, 1851. godine. Voyager 2 (1986.) je jedina letjelica koja je posjetila Umbriel.

## Sastav i reljef
Umbriel je građen od stijenja i vodenog leda.
Umbrielova površina je jednolična, prepuna udarnih kratera od kojih se ističe jedan sa svijetlim dnom. Krateri su mnogo veći nego kod Ariela i Titanije. Umbrielova se površina vjerojatno nije mijenjala od svog formiranja.
Umbriel ima vrlo tamnu površinu - reflektira dvostruko manje svjetlosti od najsvjetlijeg Uranovog satelita Ariela. Tamna boja površine vjerojatno potječe od prašine koja se nalazi u prostoru Umbrielove orbite.

## Vanjske poveznice
- Astronomska sekcija Fizikalnog društva Split - Umbriel, uranov satelit  Arhivirana inačica izvorne stranice od 3. studenoga 2004. (Wayback Machine)